# 日比野美佐子
日比野 美佐子（ひびの みさこ、1948年3月15日 - ）は、日本の女性声優。

## 人物
東京アナウンスアカデミーを経て、Kプロダクションに所属していた。
声種はメゾソプラノ。
趣味・特技は日本舞踊、清元、声楽。

## 出演作品

### テレビアニメ
- フランダースの犬（1975年、女の子のママ、洋服屋主人）
- 勇者ライディーン（1975年 - 1976年、母 玲子 / レムリア姫）
- UFO戦士ダイアポロン（1976年、アポロン星の女）
- 鉄腕アトム (アニメ第2作)（1980年、アトムのママ、アナウンス）

### 劇場アニメ
- ペリーヌ物語（1990年、ナレーション）

### 吹き替え

#### 映画
- 007 ゴールドフィンガー（ポニータ）
- 007 ロシアより愛をこめて（イリーナ）
- 007 ドクター・ノオ（空港案内アナウンス）

#### 人形劇
- サンダーバード 劇場版（ペネロープ・クレイトン・ワード）※テレビ版
- サンダーバード6号（ペネロープ・クレイトン・ワード）※テレビ版